# Mariusz Borowiak
Mariusz Borowiak (ur. 16 lutego 1964 w Gnieźnie) – polski pisarz, dziennikarz i marynista. Autor ponad 100 książek (także w jęz. angielskim i rosyjskim) oraz broszur o tematyce wojenno-morskiej. Współautor haseł do słowników i encyklopedii oraz kilkuset artykułów. Współpracownik magazynów „Morze, Statki i Okręty”, „Polska Zbrojna Historia” i „Morze.org”. W swojej twórczości zajmuje się m.in. „odbrązowianiem” (obalaniem „prawd historycznych”) pewnych zapisów dotyczących polskiej floty od 1918 do 1947 r..
W latach 2019-2024 Prezes Stowarzyszenia "Wyprawy Wrakowe". Członek The Explorers Club w Nowym Jorku. Uczestnik dwóch międzynarodowych ekspedycji na wrak niszczyciela eskortowego ORP Kujawiak w latach 2015 i 2016, wyprawy The Lost Bombers of Brindisi 2018 (ekspedycja w poszukiwaniu wraków polskich i amerykańskich samolotów bombowych) oraz poszukiwania wraku okrętu podwodnego ORP "Orzeł" na Morzu Północnym (sierpień, październik-listopad 2022 r.).
Na podstawie jego książki Westerplatte. W obronie prawdy (2001) powstał scenariusz do filmu fabularnego Tajemnica Westerplatte (2013). Był też jednym z konsultantów scenariusza filmu Dywizjon 303. Historia prawdziwa (2018).

## Odznaczenia
- Odznaka Honorowa „Bene Merito”[5].

## Publikacje książkowe i audiobooki (wybór)
- Stalowe drapieżniki. Polskie okręty podwodne 1926-1947 (2025, wyd. I w tej edycji) ISBN 978-83-970656-7-3
- Mała flota bez mitów (1999, wyd. II 2001) ISBN 83-909622-2-5
- Mała flota bez mitów cz. 2 (2001) ISBN 83-88487-59-0
- Westerplatte. W obronie prawdy (2001) ISBN 83-915131-5-7
- Admirał. Biografia Józefa Unruga (2004) ISBN 83-89929-40-6
- Stalowe drapieżniki. Polskie okręty podwodne w wojnie (2005) ISBN 83-7237-161-X
- Plamy na banderze (2007) ISBN 978-83-7020-370-2
- ORP Wilk. Okaleczony drapieżnik (2008) 978-83-7020-405-1
- Admirał Unrug 1884-1973 (2009) ISBN 978-83-7020-409-9
- ORP Gryf. Największy okręt bojowy Polskiej Marynarki Wojennej (2010) ISBN 978-83-7020-411-2
- Stalowe drapieżniki. Polskie okręty podwodne 1926-1947 (2013) ISBN 978-83-7020-524-9
- Zapomniana flota. Mokrany Polska Marynarka Wojenna w wojnie z Rosją Sowiecką w 1939 r. (2014) ISBN 978-83-7020-553-9
- U 977. Ostatni okręt Hitlera (2014) ISBN 978-83-7020-554-6
- Ścigacze Polskiej Marynarki Wojennej w II wojnie światowej (2015) ISBN 978-83-7020-611-6
- Pancerniki na Morzu Pińskim 1920-1941 (2016) ISBN 978-83-65495-97-6
- Podwodni tropiciele. Tajemnica wraku niszczyciela eskortowego ORP Kujawiak (2016) ISBN 978-83-7020-614-7
- Uwaga: zatopić U-Boota! Akcje bojowe polskich okrętów i lotnictwa na morzu 1939-1945 (2016, współautor) ISBN 978-83-65652-93-5
- Seria "Polskie okręty wojenne w Wielkiej Brytanii 1939-1945" (21 numerów, 2016-2019)
- Polska Marynarka Wojenna na Morzu Śródziemnym 1940-1944 (2017, współautor) ISBN 978-83-65746-83-2
- Torpedowce i minowce Polskiej Marynarki Wojennej 1920-1939 (2017) ISBN 978-83-65855-95-4
- U-Booty typu IX. Oceaniczna broń podwodna Hitlera (2018, współautor) ISBN 978-83-7889-612-8
- Seria "Tajemnice wojny na morzu 1939-1945": Misja specjalna U 234 (2018) ISBN 978-83-7889-741-5
- Polska Marynarka Wojenna w fotografii (tom I i II, 2018) tom I: ISBN 978-83-7889-824-5, tom II ISBN 978-83-7889-879-5
- U-Booty typu VII. Konie robocze Dönitza (2019) ISBN  978-83-8178-174-9
- U-Boots' escape to South America. Secret of The Gray Wolves (2019, współautor) ISBN 978-8366148-23-9
- Waleczny. Opowieść o morskim Wołodyjowskim, (2020): ISBN 978-83-959480-0-8
- U-Booty Hitlera w Ameryce Południowej. Prawdziwa historia (2020, współautor) ISBN 978-83-959480-4-6
- U-Booty typu X B. Oceaniczne podwodne stawiacze min (2021) ISBN 978-83-8178-435-1
- Na tropie zbrodni w Mokranach. Polska Marynarka Wojenna w wojnie z Rosją Sowiecką w 1939 r. (2021, audiobook) ISBN 978-83-957232-0-9
- Komandor Kanafoyski i Oddział Wydzielony "Wisła" w 1939 r. (2022) ISBN 978-83-959480-2-2
- Wielkopolska na morzu. Szkice historyczne i współczesne (2023) ISBN 978-83-964837-9-9
- U-Booty typu II. Podwodne drapieżniki Hitlera 1935-1945 (2023) ISBN 978-83-964837-7-5
- Dzieje Żydowa i okolic. Od prehistorii do czasów współczesnych (2018) ISBN 978-83-65189-80-6
- Waleczny. Opowieść o morskim Wołodyjowskim (2020) ISBN 978-83-959480-0-8
- Skarb z South Hinskey. Nieznane dokumenty polskiego wywiadu - Ekspozytura 300 - Enigma (2022) ISBN 978-83-964837-3-7
- Polskie Flotylle Rzeczne 1918-1939. Okręty i statki pod biało-czerwoną banderą (2019) ISBN 978-83-8178-117-6
- U-Booty na Morzu Czarnym 1942-1944. Mała flota Hitlera (2021) ISBN 978-83-8178-689-8
- Bazy rzeczne i morskie 1918-1946 (2024) ISBN 978-83-970656-3-5
- Seria "Marynarka Wojenna Polski Odrodzonej" (4 tomy 2021-2024) ISBN 978-83-959480-6-0 (kolekcji)